# 毛岩柃
毛岩柃（学名：Eurya saxicola f. puberula）为山茶科柃木属岩柃下的一个变型。

## 扩展阅读
- 維基物種上的相關：毛岩柃